# Kawakami (Nara)
Kawakami (川上村?) è un villaggio giapponese della prefettura di Nara.